# 比吸収率
比吸収率（ひきゅうしゅうりつ、SAR : specific absorption rate）とは、無線周波数(RF)の電磁界（電磁波）に曝露された人体に吸収されるエネルギー量の尺度である。また、超音波などの他の形態のエネルギーについても用いることがある。比吸収率は、組織の単位質量あたりに吸収する仕事率（電力）として定義され、ワット毎キログラム(W/kg)の単位で表される。
SARは通常、全身、または少量のサンプル（通常1gまたは10gの組織）のいずれかで平均化される。示された値は、記載された体積または質量にわたって調べられた身体部分における測定された最大レベルである。

## 測定
電磁エネルギーのSARは、組織内の電界から次のように計算できる。
{\displaystyle {\text{SAR}}={\frac {1}{V}}\int _{\textrm {sample}}{\frac {\sigma (\mathbf {r} )|\mathbf {E} (\mathbf {r} )|^{2}}{\rho (\mathbf {r} )}}d\mathbf {r} }
ここで、
{\displaystyle \sigma }は、サンプルの導電率
{\displaystyle E}は、電界の二乗平均平方根
{\displaystyle \rho }は、サンプルの密度
{\displaystyle V}は、サンプルの体積
SARは100kHz〜10GHz（電波として定義される範囲）の電界への曝露を測定する。携帯電話やMRIスキャン中に吸収された電力を測定するために一般的に使用されている。この値は、電磁的エネルギーにさらされる身体の部分の形状、および電波源の位置と形状に大きく依存する。従って、測定は携帯電話モデルなどの電波源の種類ごとに、意図された使用位置で行わなければならない。

### 携帯電話のSARの測定
携帯電話のSARを測定するとき、人間の頭部の像（これをSARファントム(SAR Phantom)という）に対して通話位置に携帯電話を配置する。SARは、頭部全体の中で最も高い吸収率を持つ場所で測定される。携帯電話の場合は、多くの場合は携帯電話のアンテナにできるだけ近い場所である。測定は頭部の両側の異なる位置に対して、装置が送信できる全ての周波数帯域で行われる。電話機のサイズと機能に応じて、ユーザの胴体や四肢の近くに携帯電話を置いた状態での測定が必要な場合もある。各政府は、モバイル機器から送信される電磁的エネルギーの最大SARレベルを規定している。
- アメリカ合衆国: 連邦通信委員会(FCC)は、販売される電話機のSARレベルが、最大の信号を吸収している1gの組織について、1.6W/kg以下であることを要求している。
- 欧州連合: 欧州電気標準化委員会(CENELEC)は、IECの規格に従って、EU内のSAR制限を規定している。携帯電話などの手持ちデバイスの場合、SARの制限は、最大の信号を吸収する10gの組織について、平均2W/kgである(IEC 62209-1)。
- インド: 2012年にEUの制限から米国の制限に切り替えた。米国とは異なり、インドは製造業者から提供されたSAR測定だけを信用することはない。政府が運営するインド電気通信技術センター（英語版）の(TEC)のSAR実験室でランダムコンプライアンステストが行われる。すべてのハンドセットにはハンズフリーモードが必要である[5]。
- 日本: 日本におけるSARの制限は、無線設備規則第14条の2において、組織10gについて2W/kg以下、四肢については4W/kg以下と規定している[6]。

SAR値は対象とする組織の体積に大きく依存する。使用された体積に関する情報がなければ、異なる測定間の比較はできない。従って、ヨーロッパの10gの評価はそれらの間で比較されるべきであり、同様に米国の1gの評価はそれらの間でのみ比較されるべきである。

### MRIスキャナーのSARの測定
核磁気共鳴画像法(MRI)では、規制（IEC 60601-2-33に記載）は少し複雑である。
|               | 全身SAR                                                          | 局所SAR                                                          | 頭部SAR                                                          | 部分SAR (a)                                                      | 部分SAR (a)                                                      | 部分SAR (a)                                                      |
| 体の部分→     | 前身                                                             | 露出した部分                                                     | 頭部                                                             | 頭部                                                             | 胴体                                                             | 四肢                                                             |
| 動作モード↓   | (W/kg)                                                           | (W/kg)                                                           | (W/kg)                                                           | (W/kg)                                                           | (W/kg)                                                           | (W/kg)                                                           |
| 通常          | 2                                                                | 2–10 (b)                                                         | 3.2                                                              | 10 (c)                                                           | 10                                                               | 20                                                               |
| 第1レベル管理 | 4                                                                | 4–10 (b)                                                         | 3.2                                                              | 20 (c)                                                           | 20                                                               | 40                                                               |
| 第2レベル管理 | >4                                                               | >(4–10) (b)                                                      | >3.2                                                             | >20 (c)                                                          | >20                                                              | >40                                                              |
| 短期SAR       | 任意の10秒間のSAR制限は、記載されている値の2倍を超えてはならない | 任意の10秒間のSAR制限は、記載されている値の2倍を超えてはならない | 任意の10秒間のSAR制限は、記載されている値の2倍を超えてはならない | 任意の10秒間のSAR制限は、記載されている値の2倍を超えてはならない | 任意の10秒間のSAR制限は、記載されている値の2倍を超えてはならない | 任意の10秒間のSAR制限は、記載されている値の2倍を超えてはならない |

Note: 平均をとる時間は6分。
(a) 部分SARは10gの組織について決定される。
(b) 限度は、「晒された部分の質量/患者の質量」の比率で動的に変化する。
通常動作モード: 局所SAR = 10 W/kg - (8 W/kg × 晒された部分の質量/患者の質量)

第1レベル管理動作モード: 局所SAR = 10 W/kg - (6 W/kg × 晒された部分の質量/患者の質量)
(c) 軌道が小型の局所RF送信コイルの範囲内にある場合は、温度上昇が1℃に制限されるように注意する必要がある。

## 批判
法律で定められたSAR制限は、マイクロ波聴覚効果の原因となるパワーピークや周波数に対し人体が特に敏感であるとは考えずに設定されている。フレイは、マイクロ波聴覚効果は、政府規制により設定されているSAR限界をはるかに下回る400µw/cm2の平均電力密度曝露でも発生すると報告している。
注記:
上記の短期間の比較的集中的な被曝と比較して、一般大衆の長期的な環境被曝については、全身で平均して0.08W/kgの制限がある。職業被曝に対し適切に保護するための制限として、0.4W/kgの全身平均SARが選択されている。公衆被曝のために追加の安全係数5が導入されており、全身SARの平均制限値を0.08W/kgにしている。

### FCCによるアドバイス
FCCによるガイド"Specific Absorption Rate (SAR) For Cell Phones: What It Means For You"（携帯電話の比吸収率(SAR)：何を意味するのか）には、SAR値の制限を詳しく説明した後で、次のような「要点」の論説が掲載されている。
"ALL cell phones must meet the FCC’s RF exposure standard, which is set at a level well below that at which laboratory testing indicates, and medical and biological experts generally agree, adverse health effects could occur. For users who are concerned with the adequacy of this standard or who otherwise wish to further reduce their exposure, the most effective means to reduce exposure are to hold the cell phone away from the head or body and to use a speakerphone or hands-free accessory. These measures will generally have much more impact on RF energy absorption than the small difference in SAR between individual cell phones, which, in any event, is an unreliable comparison of RF exposure to consumers, given the variables of individual use." 
日本語訳
全ての携帯電話は、実験室での試験が示すレベルをはるかに下回るレベルに設定された、医学・生物学の専門家が健康への悪影響が生じないと一般に同意したFCCのRF曝露基準を満たさなければならない。この規格やその他の方法で曝露をさらに低減したい場合、曝露を低減するための最も効果的な手段は、携帯電話を頭や体から遠ざけ、スピーカーフォンやハンズフリーアクセサリを使用することである。いずれにしても、個々に使用された与えられた変数においては、消費者へのRF曝露の信頼性の低い比較でしかない。